# Cellule de crise
Pour l'émission de télévision, voir Cellule de crise.
Une cellule de crise est un lieu central à partir duquel est organisée la gestion de crise pour faire face à une situation critique de toute nature (catastrophe naturelle ou technologique, crises sanitaires, écologiques, politiques, économiques, bancaire ou financière). La cellule de crise peut être éventuellement déportée loin du lieu de la crise pour des raisons de sécurité. Elle est parfois constituée en urgence (face à un accident technologique par exemple), ou préparée de longue date (préparation de gestion de pandémies par exemple), via des plans nationaux, des formations et des exercices de crise,.

## Rôle
Dans une situation souvent complexe, la cellule de crise s'occupe de la logistique nécessaire à la gestion de crise. Elle centralise les informations ; elle évalue le risque et son évolution, elle coordonne la gestion des urgences et secours, elle évalue l'efficacité des réponses . Elle définit et applique la stratégie de communication. Elle doit souvent gérer des intérêts contradictoires (santé publique et protection des populations et infrastructures vitales, injonctions politiques, protection de la réputation d'entreprises,, etc.
Pour cela, elle est constituée d'un nombre restreint de personnes aux compétences complémentaires et adéquates :
- les principaux décideurs ;
- des experts au regard de la situation ;
- des professionnels de la communication ;
- des juristes, assureurs ;
- des représentants des ressources humaines ;
- etc.